# Corrado Mingo
Corrado Mingo (Rosolini, 8 september 1901 – Mazara del Vallo, 16 mei 1980) was een rooms-katholieke prelaat in Sicilië, Italië.

## Levensloop
Mingo groeide op in Rosolini, nabij de Siciliaanse stad Syracuse in het koninkrijk Italië; Rosolini ligt in het bisdom Noto en niet in het aartsbisdom Syracuse. Hij studeerde aan het priesterseminarie van het bisdom Noto en studeerde verder af tot theoloog aan de Pauselijke Lateraanse Universiteit in Rome. In 1925 werd hij tot priester gewijd in Noto. Mingo bleef voor het bisdom Noto werken als docent in het priesterseminarie: hij onderwees moraaltheologie en canoniek recht. Hij gaf tevens les aan het regionaal priesterseminarie van Assisi op het Italiaanse vasteland.
Van 1938 tot 1950 was Mingo aartspriester in Rosolini, zijn geboortedorp, alsook elders in het bisdom Noto. Een benoeming tot bisschop van Trapani volgde in 1950 door paus Pius XII; de bisschopswijding vond plaats in 1951. Mingo vond Trapani gehavend door de gevechten tijdens de Tweede Wereldoorlog; ook was het bisdom sindsdien ongeorganiseerd gebleven. Tijdens zijn bestuur in Trapani (1950-1961) herbouwde hij het bisdom zowel bouwkundig als pastoraal. 
Hij wenste een reusachtig Mariabeeld in brons te plaatsen in de haven van Trapani. Dit beeld kwam er niet, want hij werd bevorderd tot aartsbisschop van Monreale (1961). 
Paus Paulus VI verplaatste hem namelijk naar de aartsbisschoppelijke troon van Monreale. Mingo bleef in functie tot zijn aftreden in 1978. Als aartsbisschop van Monreale was Mingo een van de concilievaders op het Tweede Vaticaans Concilie. Hij protesteerde tegen de afschaffing van eretitels voor Maria.
Na zijn dood werd hij begraven in de kathedraal van Monreale (1980).